# Dwars door Gendringen
Dwars door Gendringen was een Nederlandse wielerwedstrijd die van 1951 tot 2004 in en rond het Gelderse dorp Gendringen werd verreden. Het was een opvolger van de Ronde van Gendringen die in de jaren 30 gereden werd.
Oorspronkelijk was het niet veel meer dan een 'rondje om de kerk' voor amateurs, maar in 1996 werd besloten de koers te professionaliseren. Mede als gevolg daarvan werd in 1997 besloten het Duitse Anholt erbij te betrekken. De wedstrijd werd vanaf toen Dwars door Gendringen-(Quer durch) Anholt genoemd, maar de officiële naam bleef Dwars door Gendringen. De wedstrijd vond jaarlijks eind augustus plaats. De renners moesten 14 rondes van 14,1 kilometer rijden. 
Vanaf 1996 werd de wedstrijd steeds professioneler, wat in 2002 uitmondde in een (toenmalige) UCI-ranking 1.3. Vanaf 2005 zou Dwars door Gendringen deel uitmaken van het continentale circuit met een ranking van 1.1 (even hoog als bijvoorbeeld de Brabantse Pijl en Dwars door Vlaanderen), maar de wedstrijd moest worden afgeblazen wegens gebrek aan sponsoren. In de jaren daarna werd de wedstrijd ook niet meer georganiseerd. 

## Palmarès
Ronde van Gendringen 
- 1937 : Janus Hellemons (pro)
- 1937 : Gerrit Schulte (amateur)
- 1938 : Aad van Amsterdam (pro)
- 1938 : Cees Hooyman (amateur)
- 1939 : Aad van Amsterdam (pro)
- 1939 : Gerrit Hoeke (amateur)

Dwars door Gendringen/Anholt
| - 1951 : Wim Snijders - 1952 : Henk van de Broek - 1953 : George de Korte - 1954 : Wim Kouwenberg - 1955 : Joop van der Putten - 1956 : Willy Gramser - 1957 : Cor van Engeland - 1958 : Jo de Haan - 1959 : Cees Lute - 1960 : Cees Lute - 1961 : Cees Lute - 1962 : Piet Rentmeester - 1963 : Eddy Pels - 1964 : Cor Schuuring - 1965 : Harry Steevens - 1966 : Henk Nieuwkamp - 1967 : Harrie Jansen - 1968 : Wim Holstede - 1969 : Henk Nieuwkamp - 1970 : Jan Bloed - 1971 : Arie Hassink - 1972 : Fedor den Hertog - 1973 : Herman Ponsteen | - 1974 : Albert Scheffer - 1975 : Jan Huisjes - 1976 : Bram van der Stelt - 1977 : Gerrit Moehlmann - 1978 : Ben Verhagen - 1979 : Frits Schur - 1980 : Gerrit Moehlmann - 1981 : Arie Hassink - 1982 : Herman Snoeyink - 1983 : Piet Kleine - 1984 : Geert Verwaaijen - 1985 : Erik Cent - 1986 : Erik Cent - 1987 : Frank Rijkhoff - 1988 : Roel Palmers - 1989 : Herman Reesink - 1990 : John de Haas - 1991 : Jeroen Hermes - 1992 : Erwin Kistemaker - 1993 : Rob Froeling - 1994 : Rob Froeling - 1995 : Marcel Vrogten |

Dwars door Gendringen (UCI)
- 1996 -  Daniël Sjöberg
- 1997 -	 Godert de Leeuw
- 1998 -	 Servais Knaven
- 1999 -	 Jeroen Blijlevens
- 2000 -	 Kees Hopmans
- 2001 -	 Mindaugas Concaras
- 2002 -	 Ivan Quaranta
- 2003 -	 Alessandro Petacchi
- 2004 -	 Stefan van Dijk